# José María Almada
José María Almada (n. Alamos, Sonora, 18 de mayo de 1791  - f. Mazatlán, Sinaloa, 7 de marzo de 1841) Gobernador del Estado de Occidente en dos ocasiones, fue una figura destacada en la historia del Estado de Occidente. 

## Biografía
Era hijo de Antonio Almada y Reyes y Luz Alvarado, y fue bautizado con los nombres de José María Félix Urbano Guadalupe en la parroquia local. Almada fue el dueño de las minas altamente rentables "Balbanera" en Promontorios y "La Quintera" en La Aduana.
A diferencia de la leyenda popular, no hay evidencia que respalde la afirmación de que Almada intentó adornar su residencia con vigas de plata o que colocó un camino de barras de plata desde su casa hasta la entrada principal de la iglesia parroquial para una procesión ceremonial durante el bautizo de su hija. Esta historia fantasiosa fue atribuida erróneamente a Almada por José Sánchez Pareja en su Reseña Histórica de Batopilas y por Everardo Gámiz en Leyendas Duranguenses.
Durante los años 1818 a 1821, Almada se desempeñó como mayordomo de la Junta de Fábricas de la Iglesia Parroquial. Poseía varias propiedades rurales en la jurisdicción de Álamos y financió la construcción de la capilla católica en el Rancho del Chino. Además, estuvo involucrado en el establecimiento del primer periódico en la ciudad de Álamos tras la introducción de la imprenta.
El 9 de agosto de 1828, la Legislatura Local nombró a Almada como vicegobernador del Estado de Occidente, sirviendo hasta marzo de 1830. Asumió el cargo de Gobernador Interino en dos ocasiones durante su mandato, de agosto a septiembre de 1828 y de agosto a octubre de 1829. Uno de sus logros destacados fue la promulgación de la importante "Ley para el Reparto de Tierras a los Pueblos Indígenas, Transformándolas en Propiedad Particular" del 30 de septiembre de 1828. Esta ley tenía como objetivo proteger a las comunidades indígenas de la usurpación de tierras, asegurando la restitución o reemplazo de las tierras tomadas ilegalmente.
Además de sus roles políticos, Almada ocupó el cargo de prefecto de la capital y alcanzó el rango de coronel en milicias locales. Participó activamente en la represión de levantamientos indígenas en 1832 y lideró operaciones a lo largo del río Mayo. Fue prefecto del distrito de Salvación y en 1837 apoyó la rebelión federalista liderada por el general Urrea, sometiéndose posteriormente al gobierno en septiembre de 1838. En los años siguientes, Almada ocupó los cargos de prefecto en Baroyeca en 1843 y Álamos en el mismo año. Se alineó con el grupo político liderado por Miguel Urrea.
A partir de 1861, Almada se distanció del gobernador Pesqueira, y las tensiones aumentaron cuando dos de sus hijos participaron en la rebelión conservadora liderada por Antonio Esteves. Uno de sus hijos, Vicente, perdió la vida durante un ataque a la ciudad de Hermosillo, mientras que Toribio fue capturado en la jurisdicción de Chihuahua, entregado a las autoridades sonorenses y posteriormente ejecutado en Álamos por órdenes del gobernador Pesqueira. Almada mismo fue acusado personalmente de invitar a Manuel Gándara y al líder indígena Boquinito a unirse a la rebelión, lo que llevó a su arresto. Permaneció bajo custodia hasta febrero de 1862, cuando se acogió a la Ley de Amnistía emitida por el gobierno federal. Sin embargo, su libertad se otorgó después de pagar una multa de diez mil pesos al prefecto García Morales. Poco después, Almada contribuyó con quinientos pesos a un préstamo de diez mil pesos realizado por el pueblo de Álamos para apoyar al gobierno mexicano.
Almada se mudó a Mazatlán a fines de 1864, hizo su testamento el 26 de julio de 1866 y falleció el 29 de septiembre del mismo año. Posteriormente, el gobernador Pesqueira ordenó el embargo de sus bienes, sospechando su complicidad con el Imperio, a pesar de que Almada no ocupó ningún cargo o empleo durante la administración imperial.